# KoalaPainter
KoalaPainter (anche noto come KoalaPaint o non ufficialmente Koala Painter), intitolato Micro Illustrator o PC Design o Atari Artist in altre versioni simili, è un software grafico di disegno bidimensionale pubblicato a partire dal 1983 per i computer Apple II, Atari 8-bit, Commodore 64, Commodore 128, Commodore Plus/4, PC IBM, PCjr, Tandy 1000 e TRS-80 Color Computer.
Venne spesso venduto in abbinamento a tavolette grafiche o penne ottiche, ma anche come programma autonomo, comandabile da joystick o mouse.
Sul Commodore 64 KoalaPainter, con o senza tavoletta grafica, divenne uno dei più usati e conosciuti programmi di disegno. 
Si diffuse tanto che il suo formato di file per salvare le immagini divenne una sorta di standard per le immagini multicolore, supportato anche da altri software.
Era un programma semplice e completo, sebbene sprovvisto di una funzione interna di stampa, adatto per il disegno artistico, ma poco per quello tecnico, non supportando l'alta risoluzione.
Nel 1987 era ancora al secondo posto nella classifica italiana dei programmi di utilità per C64 più venduti, dopo GEOS.

## Versioni
KoalaPainter, titolo con cui il programma è più noto, fu pubblicato dalla Koala Technologies Corporation di Santa Clara, con il marchio Koalaware, inizialmente solo come software incluso con la tavoletta grafica KoalaPad (1983), prodotta per buona parte dei computer sopra citati (Apple, Atari, C64, PC, PCjr, TRS-80 CoCo). 
Si tratta di una versione rinominata di Micro Illustrator, sviluppato dalla Island Graphics Corp. di Sausalito e concesso in licenza alla Koala Technologies, che aggiunse alcuni miglioramenti all'originale.
Inizialmente KoalaPainter (anche noto come Kpaint, che è il nome dell'eseguibile su disco) era il programma abbinato alla KoalaPad per Commodore 64, mentre Micro Illustrator era il titolo allegato per Apple II, Atari e PC, ma il titolo ufficiale KoalaPainter esiste anche per Apple e Atari e Micro Illustrator esiste anche per Commodore 64.
La KoalaPad per PC fu abbinata al software PC Design, presumibilmente anch'esso un adattamento di Micro Illustrator, limitato a 4 colori, mentre la versione specifica che uscì poi per PCjr è di nuovo abbinata a KoalaPainter, a 16 colori.
Micro Illustrator della Island Graphics è accreditato a Steven Dompier nella versione Apple II e a Steven Dompier e Robert Leyland nella versione Atari. KoalaPainter per Commodore 64 è sviluppato dalla Audio Light Inc. di Los Gatos.
La versione di Micro Illustrator per Commodore Plus/4, funzionante solo con joystick, fu pubblicata dalla Commodore nel 1984, assieme a un'edizione per Commodore 64 che supporta joystick e penna ottica. Esiste anche un prototipo di Commodore 264 che ha Micro Illustrator come programma preinstallato, al posto della suite da ufficio del Plus/4.
Nel 1985 uscì una versione di Micro Illustrator specifica per il Commodore 128.
La Tandy pubblicò nel 1985 una conversione di Micro Illustrator per TRS-80 Color Computer 64k, comandabile da joystick o mouse, e una specifica per il PC compatibile Tandy 1000, comandabile da joystick, mouse o tavoletta Touch Pad.
Oltre alla KoalaPad, altre periferiche con le quali il software fu venduto in abbinamento includono le penne ottiche Koala Light Pen (Koala Technologies 1984, con KoalaPainter) e Tech Sketch (della Tech Sketch Inc., con Micro Illustrator) e le tavolette grafiche PowerPad (della Chalk Board Inc., con Micro Illustrator) e Atari Touch Tablet (Atari 1983, con una versione della Island Graphics intitolata Atari Artist o AtariArtist).
Almeno per Atari 8-bit e Commodore 64 il programma ebbe edizioni ufficiali su cartuccia e su floppy disk, mentre per le altre piattaforme uscì presumibilmente solo su floppy.
Anche considerando solo il software abbinato alla KoalaPad, ci sono alcune differenze tra i programmi usciti per i vari computer, e alcune versioni hanno qualche capacità in più di altre, ma c'è un insieme di caratteristiche comuni e un'interfaccia analoga.
Su Commodore 64 i formati di file di KoalaPainter e di Micro Illustrator non sono identici.

## Funzionalità
KoalaPainter (o Micro Illustrator o altre varianti) permette di creare immagini raster a colori, con risoluzione che dipende dalla modalità multicolore del computer utilizzato.
Si basa su due schermate principali separate: una dove avviene il disegno vero e proprio, che non mostra nient'altro oltre al disegno stesso, e una con l'interfaccia, dove si selezionano i colori e le varie funzioni possibili mediante una griglia di icone riconoscibili sia da simboli grafici, sia da etichette in inglese. L'utente può passare a comando da una schermata all'altra, premendo un tasto oppure spostando il puntatore fuori dal disegno e premendo il pulsante della periferica di input, a seconda della versione.
Le funzioni del menù a icone si selezionano puntandole con la stessa periferica usata per disegnare, sia essa tavoletta grafica, penna ottica, joystick o mouse. In tutte le versioni, oltre al disegno a mano libera, sono disponibili funzioni per tracciare linee rette (singole, a catena, o "raggi" che partono da un punto centrale), rettangoli vuoti o pieni, cerchi vuoti o pieni, riempire un'area qualsiasi con un colore, cancellare tutta l'immagine (mentre per cancellare solo qualcosa, lo si deve sovrascrivere con il colore dello sfondo). La funzione mirror permette di dividere il disegno in quattro parti automaticamente simmetriche: se si disegnerà qualcosa in un quadrante, apparirà speculare anche negli altri. La funzione di ingrandimento permette di vedere ingigantita una parte del disegno alla volta, per rifinirne i particolari.
In fondo alla griglia di icone si trova una serie di icone più piccole e prive di testo, che permettono di selezionare la forma del "pennello" con cui si disegnerà, dal singolo pixel a vari formati, in modo da tracciare linee più spesse o multiple.
Sotto la griglia è presente il selettore del colore, che mostra tutti i colori possibili (il numero di colori base dipende dal sistema). Oltre ai colori in tinta unita, sono disponibili le rispettive versioni retinate, con i pixel di due colori alternati, in modo da simulare tinte intermedie.
Altre funzioni nella griglia dipendono dalla versione del programma. In particolare KoalaPainter per Commodore 64 e per PCjr ha diverse aggiunte notevoli. Copy permette di replicare una parte del disegno in un altro punto dello schermo, ad esempio per ripetere lo stesso oggetto. Xcolor rimpiazza un colore con un altro in tutta l'immagine. Swap, poiché queste versioni del programma possono tenere in memoria due distinte aree disegno, permette di passare dall'una all'altra; il comando copy funziona anche per copiare parti dall'una all'altra. Ciò risulta utile se si vogliono realizzare insieme due versioni leggermente diverse dello stesso tema, oppure per usare la seconda immagine come deposito di elementi grafici che poi verranno trasferiti all'occorrenza nell'immagine principale; a questo scopo erano anche incluse, tra i disegni dimostrativi forniti con il programma, delle raccolte di oggetti grafici riutilizzabili. Oops permette l'annullamento dell'ultima azione. Infine C64 e PCjr hanno la funzione di ingrandimento zoom un po' diversa dalla magnify delle altre versioni; zoom crea una finestra con l'ingrandimento da ritoccare, ma resta visibile anche la parte di disegno in grandezza reale, mentre magnify mostra solo l'ingrandimento, che può essere fatto scorrere, ma senza avere una visione d'insieme. Zoom ha il difetto di non permettere di usare altre funzioni di disegno avanzate durante l'ingrandimento, ma era comunque vista come un punto forte del programma, migliore delle altre implementazioni.
Le poco note versioni PC Design per PC e Micro Illustrator per Tandy 1000 sono probabilmente le uniche a fornire funzioni di scrittura testo nell'immagine e di stampa, oltre ad avere anch'esse la funzione copy su immagine singola.
Il salvataggio delle immagini è possibile su disco, mentre non era supportata la cassetta.
Le immagini salvate usano un proprio formato e, prima che questo trovasse una certa diffusione e supporto esterno, potevano essere visualizzate solo riaprendole con KoalaPainter stesso. Per utilizzarle all'interno di propri programmi servivano strumenti esterni come apposite routine in BASIC o programmi preconfezionati, come Koala Konverter.
Gran parte delle versioni del programma non supportano la stampa diretta del disegno, ma sono necessarie operazioni esterne per ottenerla. 
In seguito è stato pubblicato dalla Koala Technologies il programma di supporto per la stampa Koala Printer e una soluzione simile è stata prodotta almeno anche dalla Tech Sketch. Koala Printer o KoalaPrinter per Commodore 64 supporta molte stampanti in bianco e nero dell'epoca; i colori sono resi con diverse retinature, personalizzabili all'interno del programma.